# گیتون، استفوردشر
گیتون (به انگلیسی: Gayton) یک روستا و محله مدنی در بریتانیا است که در Stafford واقع شده‌است. گیتون ۱۵۴ نفر جمعیت دارد.